# 海托爾·維拉-羅伯斯
海托爾·維拉-羅伯斯（葡萄牙語：Heitor Villa-Lobos， 葡萄牙語：[ejˈtoʁ ˌvilɐ ˈlobuʃ]，1887年3月5日—1959年11月17日），生於巴西，拉美最負盛名的古典樂作曲家，也是著名的指揮家和大提琴家。其音樂作品風格深受巴西民俗音樂影響。
代表作包括《巴西的巴赫风格》第二部的末樂章《內地小火車》和第五部的第一樂章《詠嘆調》，鋼琴組曲《玩偶之家1號》中的第七樂章《小丑》，結他協奏曲，第七交響曲，第一首《歌調》（結他獨奏曲）。

## 生平
维拉-洛博斯出生於1887年3月5日里約熱內盧的一個中產階級家庭，正是巴西由君主專制和半殖民地轉向民主和完全獨立的時代。傳奇性的一生經歷過在祖國到處遊歷，參與當時的民間音樂活動維生，成名後在本國外更到其他南北美洲和歐洲各國演出，又集中流轉於巴西、法國、美國三地活躍，並在祖國同時成立了高等和普及性的音樂教育學院。其音樂宣傳機構或接受訪間時所發表的故事間，常有矛盾或難以置信之處，為歷史學家和傳記作家研究澄清了一些真偽之處，和在虛構的故事背後的真實。
海特的父親盧奧·维拉-羅伯斯是一位西班牙裔巴西人，正職是圖書館管理員，也是業餘音樂家和自由主義者，給了海托尔出色的家庭音樂教育，並引起他對被舊帝政和殖民主義壓逼的原住民和黑奴的興趣。其母親娜米雅是清貧的葡萄牙裔通俗音樂家庭出身，兩人產有七名子女，但其中四人是幼年夭折的。
1899年盧奧英年早逝，使海托尔沒有機會完成學院音樂的教育，所以只好自學音樂並參加民間音樂的簫羅樂隊。後來更遍及巴西各地，甚至深入林中和亞馬遜河流域各地和鄰國，其托朋友收集了很多民歌作為素材，和其出色的演奏引起了聽眾的好評。1910年代初並開始編寫其個人作品了，並進入正規的管弦樂團擔任大提琴家工作。
1913年在參與了帝俄芭蕾舞團的演出後，其印象樂派和早期現代樂派作品，大大刺激了海托尔的創作意欲，並和女鋼琴家奎瑪蕾絲結婚和撰寫樂評了。在1915年起海特開始發表自己作品，並在音樂會中演出受到注目。海特聲名雖然漸隆，但在當時較落後和對嚴肅音樂教育未普及的巴西，聽眾始終有限使海特財源很緊，只好繼續以大提琴演奏家身分維生。
1923年巴西政府委派海特作為音樂大使到巴黎推廣南美音樂，受到歡迎外宣傳機構和他本人，也在編造了一些誇張的事跡，例如說海特「遊遍亞馬遜河流域全部」或「曾經被原住民所綁架」等失實的事跡。並在維也納、倫敦、柏林等地演出。次年回國後又在1926年到阿根廷、布拉格、巴塞罗那演出，1930年再度出使巴黎，自此海托尔成為了國際知名的藝術家，並首創了其稱為“歌調”（Chôros）的特殊曲式。
1930年再度回國後，海托尔決意參與發展巴西音樂教育事業，並編寫另一比《歌調》更龐大複雜的作品系列《巴西的巴赫风格》（Bachianas brasileiras），此系列作品常被認為是現代音樂的代表曲之一，並和其他南美鄰國的音樂家合作，其中最著的第五首《巴西的巴赫风格》便是為了哥倫比亞的樂團和合唱團而編寫的。
1944年出訪美國受到意外的歡迎，事業進入了頂峰，以後每年都會到美國一次，而其也開始重寫了一系列早年的伕失或未發表舊作，比原始版本更為精彩。而在1952年起作為法國國家交響樂團的長駐指揮，並租用了舊巴西皇帝所住過的一間酒店房間長駐，代表了在殖民專制和獨立民主一脈相承的共同體巴西的形象。
而即使晚年病重仍然保持接受委託或個人興趣而創作, 這時期寫成了一些協奏曲和近現代樂器的作品，包括了口琴協奏曲和色士風幻想曲，和使用電子樂器的阿馬遜河芭蕾舞的音樂，還有些傳統樂器如結他和豎琴的協奏曲，直到1959年11月17日在里約熱內盧逝世。

## 作品

### 作品风格
因為其背景的國家宣傳關係，作曲家本人健在時代，常被誤會是南美國民樂派作曲家。但實際上當其音樂廣被流傳後，而該地區外人民較易接觸真正的南美民間音樂後，才重新解讀其作品為現代樂派。甚至常被美國認為是二十世紀上半期最偉大的美洲作曲家。
其作品是雖間或使用某些巴西黑人或美洲原住民音樂旋律，實際上更多只是富於抽像的熱帶活力，又是無標題的絕對音樂居多，也從不使用舊的民族樂器。
特色是一種複調性音樂，既是不傳統巴赫的調性音樂，又不同另一現代作曲家荀白克創立的無調音樂，而是允同時有兩個或以上的調子的音樂。一般認為複調性音樂是匈牙利作曲家李斯特首創，但當時李氏並未想好了如何配器和演唱的方式便逝世，所以嚴格上複調性音樂是魏拉-羅伯士確立其地位。
而其作品中部分使用作曲家本人「發明」的特別名稱，即《巴西的巴赫风格》（Bachianas brasileiras，以示對於以前的作曲家中偏好巴赫）和《歌調》（Chôros），而且他對於和自己同時代的作曲家評價，高於古典樂派或浪漫樂派時代的著名作曲家。
- 音譯作「簫羅」，名稱是出於南美一種悲嘆性的民歌，可比為爵士樂中的藍調，但海特只是借用其名稱和意像而不是旋律，而海特起初入行的民間音樂團體，也被稱為「簫羅樂隊」。

### 主要作品
- 《歌調》（Chôros）一共十四首，當中12首有編號，另外沒有編號的兩首。長度由四分鐘（第3首）至超過1小時（第11首）不等，另還有一首導聽的串燒歌調Introduction to the choros。

- 《巴西的巴赫風格》（Bachianas brasileiras）一共九首，以組曲形式寫成，篇幅由二至四個樂章所組成。多首後來都被作曲家改編，例如第4首（鋼琴獨奏／樂隊）；第5首（女聲獨唱及大提琴八聲部／女聲及結他獨奏）；第9首（絃樂團／無伴奏合唱團）。長度由約8分鐘至30分鐘。

- 鋼琴協奏曲有編號的一共五首，各自為四樂章的大型管弦作品，多出於作曲家為其太太演出創作的，還有一首單樂章的鋼琴與管弦樂團合奏的幻想曲Mômoprecóce（意譯作「狂歡節之王」），而最後的第十一歌調亦屬於鋼琴協奏曲而且更接近傳統的三樂章結構。

- 交響曲一共十一首，但編號共有十二首，原因是第五首已經佚失原稿又從未被錄音，故實際只有十一首。

- 弦樂四重奏一共十七首，第18首只有草稿，並未完成。

- 鋼琴獨奏曲，多為寫給其太太演出的，著名的有組曲《玩偶之家1號》。

- 管弦樂組曲《發現巴西》（Descobrimento do Brasil），為同名電影配樂後再改編。

- 室樂，有鋼琴三重奏和鋼琴與小提琴奏鳴曲。

- 歌劇《葉馬》（Yerma）。

- 2首大提琴協奏曲。

- 多首大提琴獨奏曲，由於作曲家擅長演奏此樂器，因此入行初期的作品都圍繞以此樂器而創作。事實上其他樂曲的大提琴部份亦有突出的主奏段落。

- 吉他協奏曲一首。

- 結他獨奏曲多首，多為其少年出身於簫羅樂隊時代的好友而創作，其中包括了<歌調>的第一號。

- 巴西民歌改編的作品，標題《Guia pr'atico》，一共數百首分成數十冊。

- 芭蕾舞音樂《亞馬遜》（Amazonas）。

- 至今為止最難演奏的鋼琴曲《粗鲁之詩》（Rudepoêma）。

- 口琴協奏曲。

- 色士風幻想曲。

### 推薦錄音
(雖然實際有很多格式，但下文主要用CD為主要記述編號)
- Villa-Lobos par lui-même，6CDs，EMI，魏拉-羅伯士最後的親自指揮法國國家管弦樂團，曲目包括全部《巴西的巴赫风格》，《發現巴西組曲》，《歌調》第二、五、十、十一首，第五鋼琴協奏曲，第四勝利（Victory）交響曲，Mômoprecóce，1954-1959年錄音，編號EMIC67229。（舊版於1991年推出，2011年時英文解說版改題為Villa-Lobos conducts Villa-Lobos，編號50999 0 28202 2 4）

- 鋼琴協奏曲全集，2CDs，Decca，克里斯蒂娜·奥尔蒂斯（英语：Cristina Ortiz）鋼琴，米格爾·安潔兒·高梅茲·馬丁尼茲（英语：Miguel Ángel Gómez Martínez）指揮皇家愛樂樂團，1992年錄音，編號Decca 430 628-2。

- 管弦樂作品集（Instrumental and orchestral works）2CDs，EMI，CD1收錄第三首《巴西的巴赫风格》和Mômoprecóce，弗拉基米尔·阿什肯纳齐指揮费城管弦乐团；CD2收錄《高音色士風及室內管弦樂團幻想曲》、結他協奏曲、《玩偶之家》第一鋼琴組曲與四首鋼琴獨奏曲。1976-77年錄音，編號EMI Classics7243 5 72670 2 。

- 《歌調》第八和九首，1CD，Naxos，肯尼斯·斯克梅爾霍恩（英语：Kenneth Schermerhorn）指揮香港管弦樂團，1985年錄音，編號Naxos 8.555241 。

- 弦樂四重奏全集，6CDs，Brilliant Classics（英语：Brilliant Classics），拉丁美洲四重奏（英语：Cuarteto Latinoamericano），1994-95年錄音，編號Brillant Classics (set)6634。

- 《巴西的巴赫风格》全集，EMI，3CDs，並收錄了吉他協奏曲與Mômoprecóce，主要由恩里克·巴蒂兹（英语：Enrique Bátiz Campbell）指揮皇家愛樂樂團，1985-86年錄音，編號EMI Classics (set)50999 5 00843 2。

- 結他獨奏曲全集，1CD，Naxos，諾伯特·克拉夫特（英语：Norbert Kraft），1999年錄音，編號Naxos 8.553987。
- 鋼琴音樂第二集，1CD，Naxos，属于Guia Prático Nos.1-9，收錄搖籃曲（「嬰兒之家」第二組曲）和童謠Cirandinhas（圓圈歌），桑妮雅·魯賓斯基（英语：Sonia Rubinsky），2000年錄音，編號Naxos 8.554827 。

- 鋼琴音樂第五集，1CD，Naxos，巴西民歌改編鋼琴獨奏曲集，桑妮雅·魯賓斯基，2006年錄音，編號Naxos 8.570008 。

- 鋼琴音樂第六集，1CD，Naxos，收錄20首曲子，分成多個組曲，桑妮雅·魯賓斯基，2006年錄音，編號Naxos 8.557735 。

- 第十美洲原住民（Amerindia）交響曲，1CD，Harmonia Mundi（英语：Harmonia Mundi），維克多·巴勃羅·佩雷斯（英语：Víctor Pablo Pérez）指揮特内里费交响乐团（英语：Orquesta Sinfónica de Tenerife），1998年錄音，編號HMI 987041。

- 第二基督升天（Ascencao）交響曲，1CD，CPO，还收錄單樂章管弦短曲「紐約天空輪廓的旋律」，卡爾·聖·克萊爾（英语：Carl St.Clair）指揮斯图加特广播交响乐团，1998至2000年錄音，編號CPO999 785-2。（本碟實際是下文CPO版交響曲全集第二張的散裝版）

- 《巴西的巴赫风格》精選，1CD，EMI，安立奎·巴蒂斯指揮洛杉矶爱乐乐团演出，1988年錄音，編號50999 2 28376 2 2。

- 《歌調》全集，3CDs，BIS（英语：BIS Records），約翰·內西林（英语：John Neschling）指揮聖保羅市交響樂團（英语：São Paulo State Symphony Orchestra）。2003-2006年錄音。第一集編號BIS-CD-1440BIS，第二集編號BIS-CD-1450BIS，第三集編號BIS-CD-1520BIS。

- 鋼琴音樂第四集，1CD，Naxos，收錄19首曲子，分成多個組曲，桑妮雅·魯賓斯基，2004年錄音，編號Naxos 8.555717。

- 第六交響曲巴西的山綾線上和第七交響曲，Naxos，艾薩克·卡拉布切夫斯基（英语：Isaac Karabtchevsky）指揮聖保羅市交響樂團，2011年錄音，編號Naxos 8.573043。

- 小提琴奏鳴曲全集（共三首），Brilliant Classics，珍妮·阿貝爾（Jenny Abel），羅伯托·西登（英语：Roberto Szidon），1982年錄音，編號9051。

- 交響曲全集，7CDs，CPO，第一套魏氏交響曲全集，收錄全部共十一首交響曲（除秩失的第五外），以及序曲Ouverture de l'hommme tel，組曲suite pour cordes，單樂章管弦短曲「紐約天空輪廓的旋律」，第一號小交響曲等，共四首散編作品。卡爾·聖·克萊爾指揮斯图加特广播交响乐团，1997-2000年錄音，散裝版1999-2007年推出，2009年再推出套裝版。國際套裝版編號CPO 777516-2。

- 結他作品草稿全集，3CDs，Naxos，收錄了所有魏氏未完成的結他作品或改編結他的樂譜草稿。安德烈亞·比索利（Andrea Bissoli）結他獨奏，法比奧·梅凱蒂（英语：Fabio Mechetti）指揮米納斯吉拉斯管弦樂團，2012-2015年錄音。編號Naxos 8.503289。

- 口琴作品集，1CD(未確認有無LP或卡式帶版)單碟版，RCA首版Naxos再版（重新混音版），收錄口琴協奏曲和其他魏氏作品改編成供口琴與管弦樂團合奏。Robert Bonfiglio口琴演奏，Gerard Schwarz指揮的紐約室內交響樂團合奏，André Emelianoff大提琴伴奏本專輯第四首，巴哈巴西舞曲第五首由人聲改編成口琴和大提琴演出。1989年首版CD，RCA編號RD87986，2016年再版并推出下載版，Naxos編號970275。

- 阿馬遜河森林芭蕾舞音樂，1SACD版並陸續推出下載版，BIS。由John Neschling指揮聖保羅市交響樂團和合唱團演出，女高音Anna Korondi主唱。2007年錄音和2010年出版，編號BISSACD1660。